# Edith Mbella
Pour les articles homonymes, voir Mbella.
Edith Mbella (de son nom complet Edith Ursule Mbella), est une collectionneuse camerounaise, marchande d'art, commissaire-priseur et experte en art rituel d’Afrique centrale. Elle vit au Cameroun et en Espagne.

## Biographie
Edith Mbella découvre l’art rituel à Paris auprès du Marchand René Garcia et de Marc Léo Felix du Basin Art History Research Center de Bruxelles. De 1998 à 2010, elle dirige la Oba African Art Gallery à Barcelone, où elle milite pour une meilleure connaissance des arts d´Afrique et leur plus grande divulgation. De 2010 à 2015 elle dirige sa propre galerie l'Edith Mbella Gallery, à Madrid.

## Carrière

### En 2015
Edith Mbella décide de s'installer définitivement au Cameroun, plus précisément à Douala, pour poursuivre l'héritage laissé par son père Mbella Mboum Simon : Bolo résidence et crée l'espace culturel Bolo.

### Depuis 2021
Elle organise une conférence autour de l'exposition "héritage", entre peinture stylisme et photographie. "Faire dans l'authenticité  c'est rester soi même". Son espace culturel Bolo qui signifie pirogue en langue Duala, participe à la nuit des idées organisée par l'institut français du Cameroun.
En 2023, Edith Mbella continue de tenter de démocratiser l'art, afin de lui enlever ses oripeaux élitistes, pour le mettre au service et à destination du plus démuni.